# Allerheiligenkirche (Frankfurt am Main)

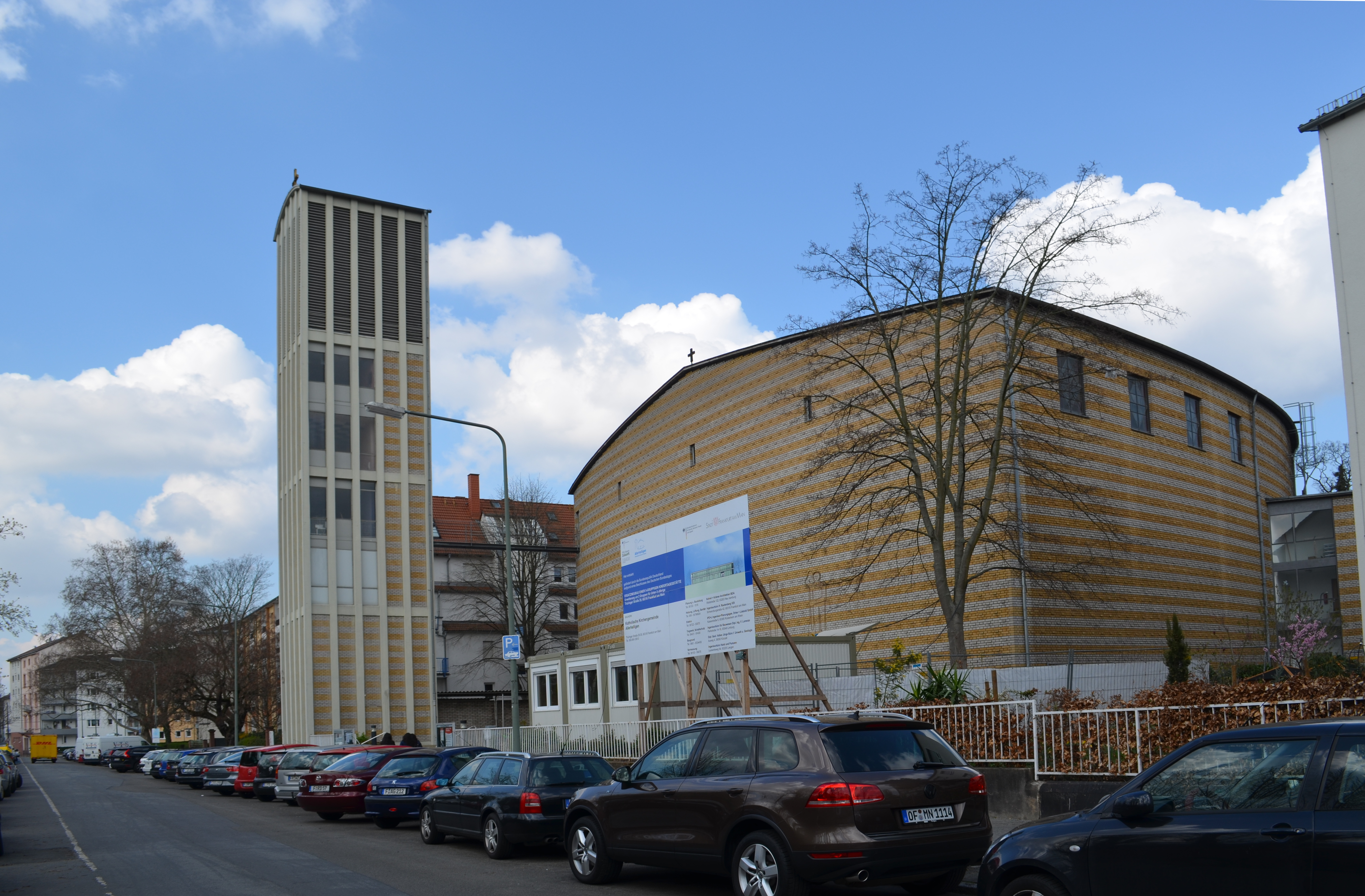
Die Allerheiligenkirche

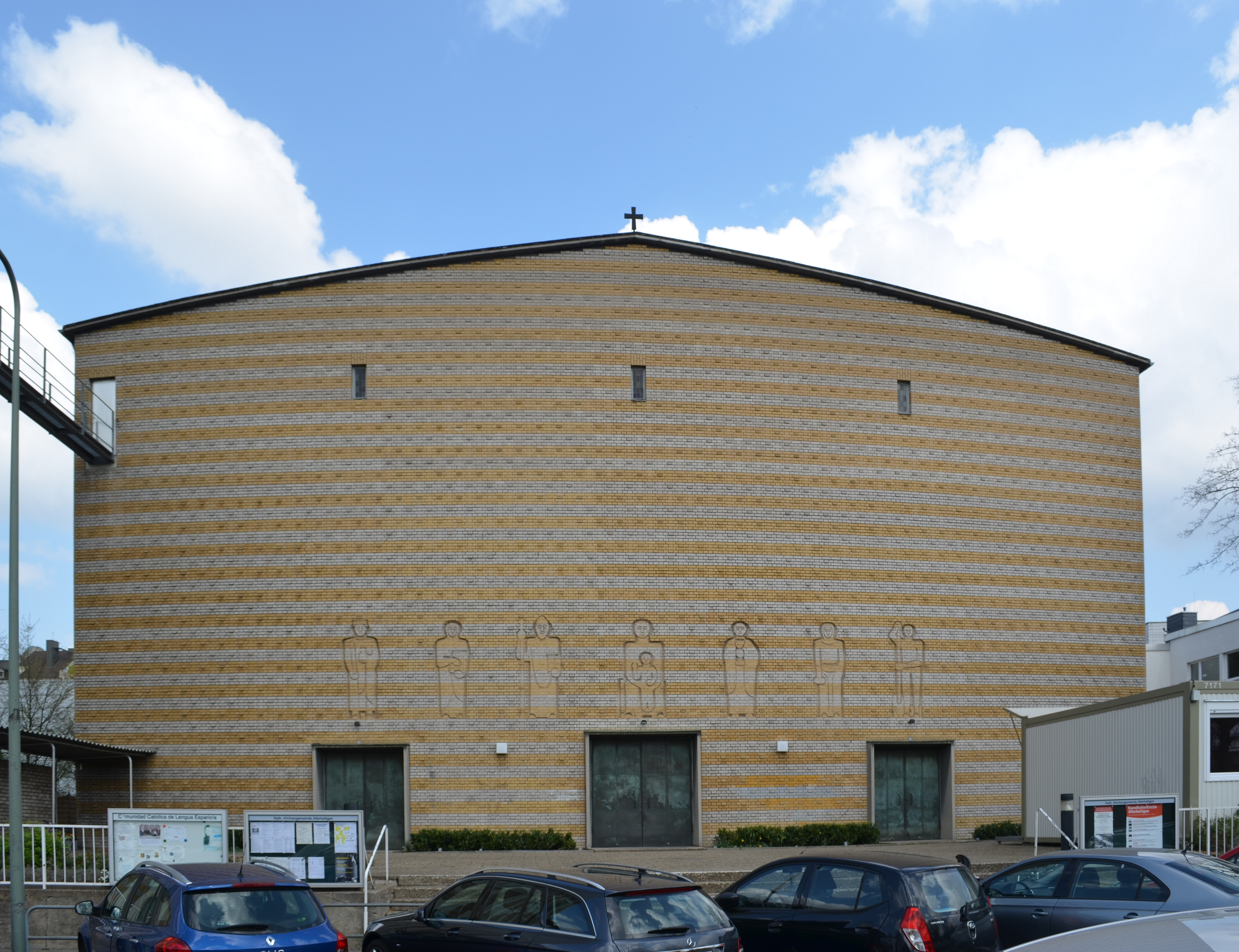
Vorderfront der Allerheiligenkirche

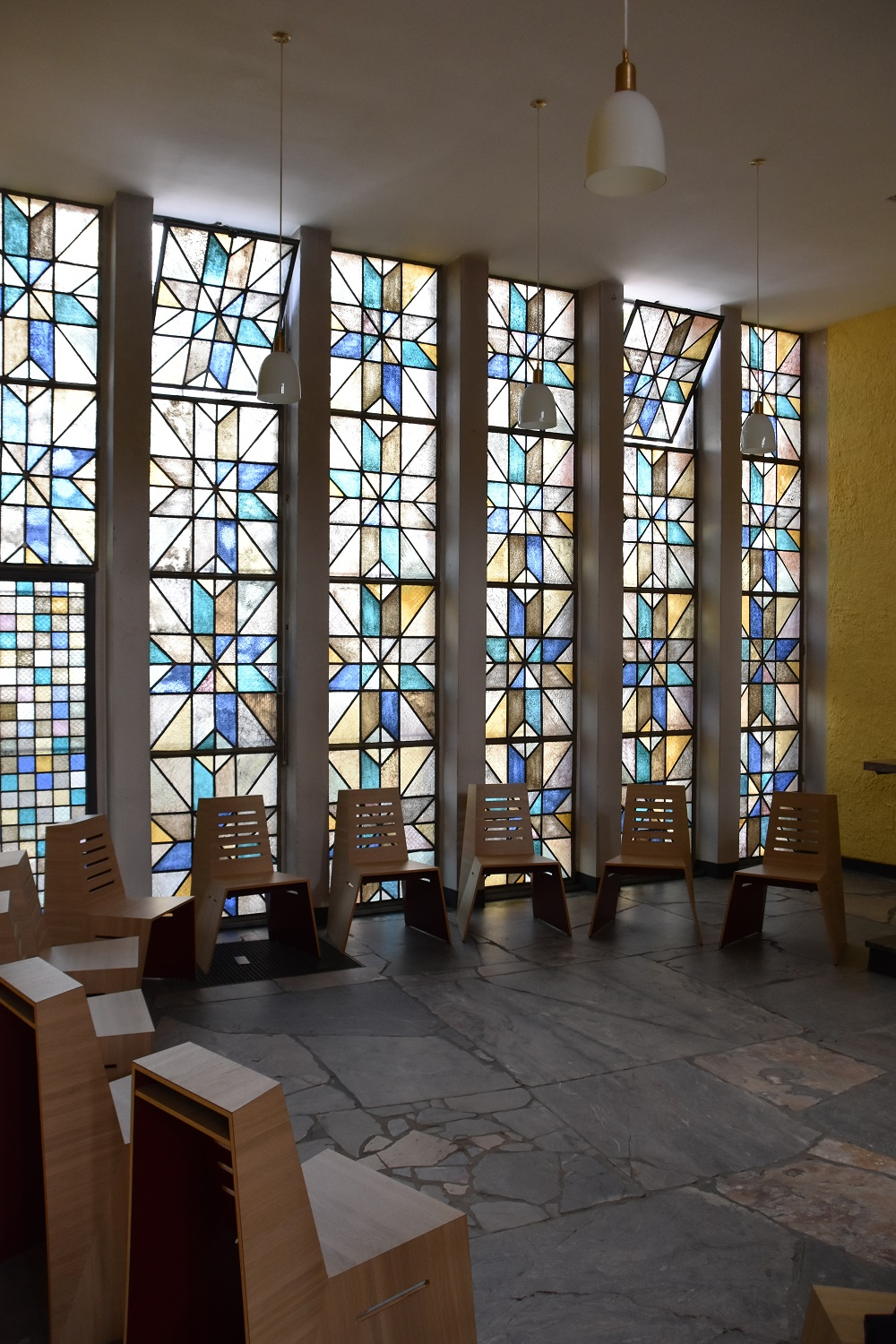
Glasfenster von Hans Leistikow für den Neubau der Allerheiligenkirche 1953 in Frankfurt am Main

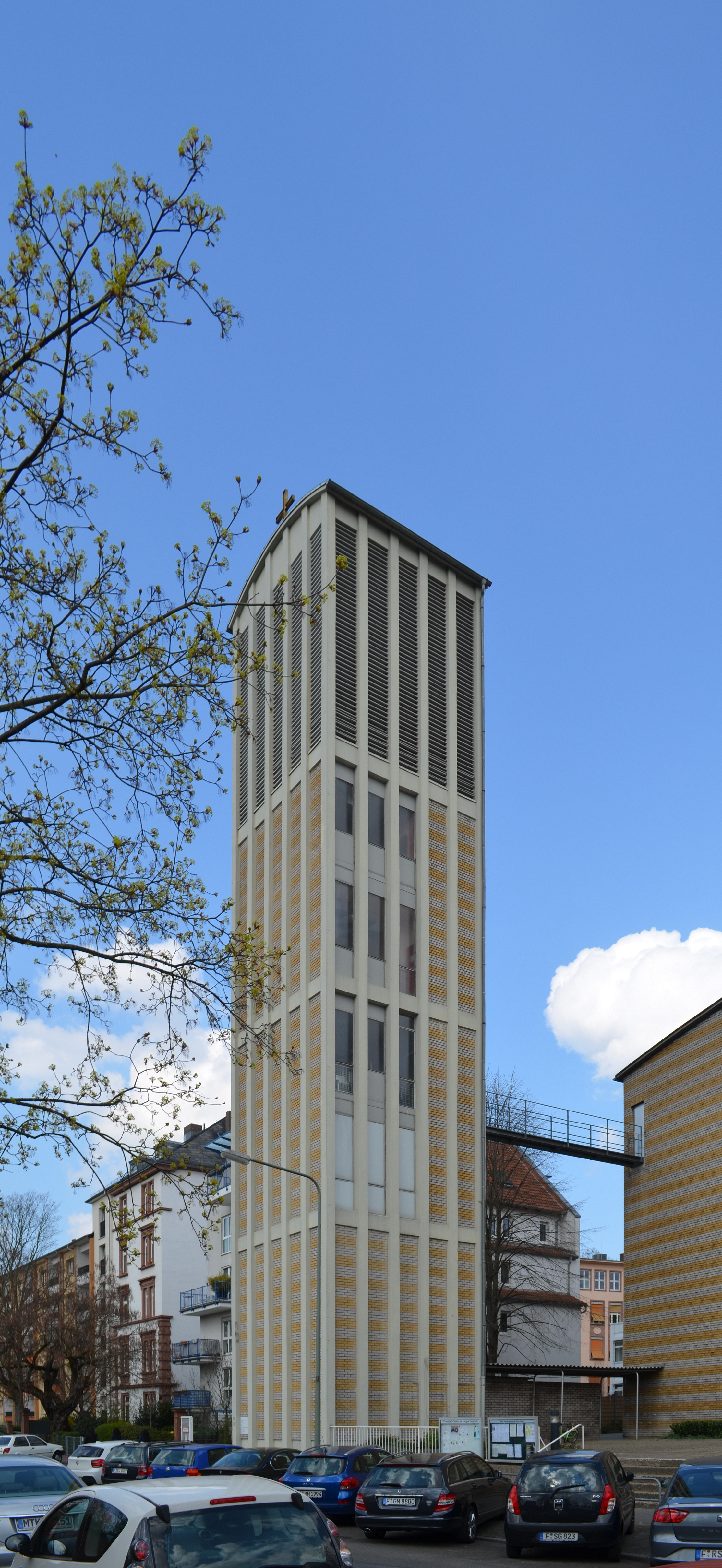
Kirchturm

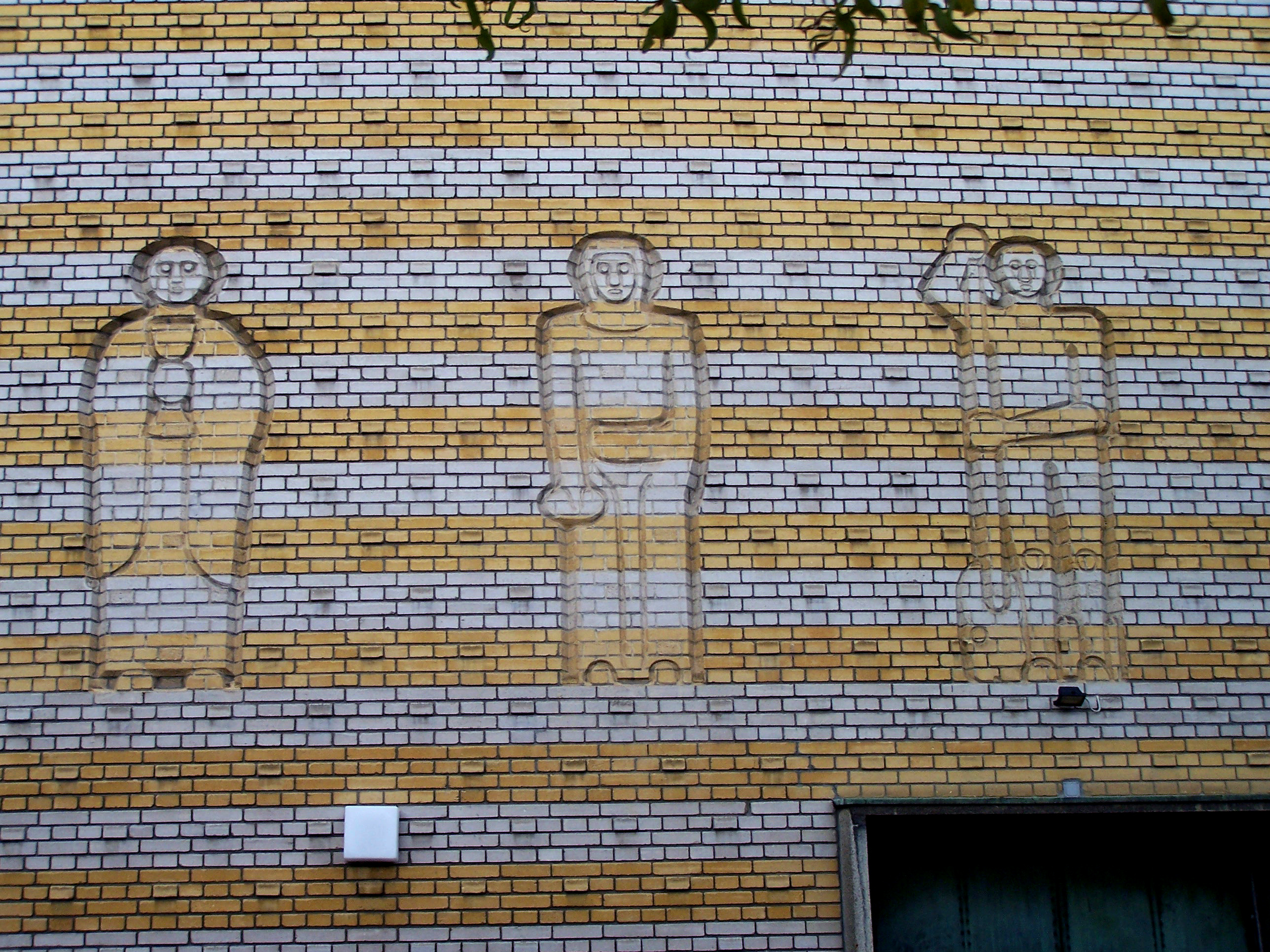
Darstellung von Heiligen über dem Eingang

Die Allerheiligenkirche ist eine katholische Kirche im Frankfurter Stadtteil Ostend. Die Allerheiligengemeinde ist seit 2014 ein Kirchort der Dompfarrei St. Bartholomäus und ist insbesondere als KunstKulturKirche der Frankfurter Innenstadt bekannt.

## Geschichte
Im Laufe des 19. Jahrhunderts entstanden um die historische Innenstadt von Frankfurt eine Reihe von neuen Stadtvierteln. Das Ostend entwickelte sich zu einem dichtbesiedelten Wohngebiet, in dem es zunächst jedoch noch keine Kirchen gab. Während Anfang des 20. Jahrhunderts mit der Neuen St. Nicolaikirche am Zoo die erste evangelische Kirche entstand, bildeten die Katholiken Frankfurts noch bis 1917 eine einzige Pfarrgemeinde mit zuletzt etwa 86.000 Mitgliedern, deren Pfarrkirche der Kaiserdom St. Bartholomäus war. Am 2. April 1917 wurden mehrere Kuratiegemeinden ausgegliedert. 1922 entstand auch im Ostend eine katholische Gemeinde, die Allerheiligengemeinde.
Der Name erinnert an das Allerheiligentor, das vom Ostend in die Innenstadt führt, und die im Mittelalter in der Nähe des Tores gelegene kleine Allerheiligenkapelle. Die Seelsorge übernahmen die Barmherzigen Brüder aus Montabaur. Die Gottesdienste fanden zunächst in einer kleinen Kapelle in der Unteren Atzemer statt, die im Zweiten Weltkrieg bei den Luftangriffen auf Frankfurt am Main zerstört wurde.
Bereits 1927 hatte Martin Weber einen Neubau entworfen, der aber nicht umgesetzt wurde. Ab 1948 konnte die Gemeinde die wiederaufgebaute Kapelle des Brüderkrankenhauses nutzen. Im Jahr 1952 erhielten die Architekten Alois Giefer und Hermann Mäckler den Auftrag zum Bau einer neuen Kirche in der Thüringer Straße, direkt an der Mauer des Zoos gelegen. Die Kirche wurde 1953 durch den Limburger Weihbischof Walther Kampe eingeweiht. Der Zoo teilt das Gemeindegebiet in einen nördlichen Teil, ein Wohngebiet, in dem auch die Kirche liegt, und einen südlichen, von Industrie und Gewerbe geprägten Teil.
Das große Glasfenster gestaltete Hans Leistikow in geometrischen Formen.
Im November 1954 wurde das Bauwerk von einer Jury, die vom Bund Deutscher Architekten und dem Hessischen Minister der Finanzen einberufen war, als „vorbildlicher Bau im Lande Hessen“ ausgezeichnet. Der Jury gehörten folgende Architekten an: Werner Hebebrand, Konrad Rühl, Sep Ruf und Ernst Zinsser.
Im Zuge der Neuordnung der katholischen Pfarreien der Innenstadt wurden zum 1. Januar 2014 die Pfarreien Allerheiligen, St. Bernhard, Deutschorden, Liebfrauen sowie St. Ignatius und St. Antonius mit der Pfarrei Dom/St. Leonhard zu einer neuen Großpfarrei Dom St. Bartholomäus zusammengelegt. Die bisherigen Gemeinden sollen als Kirchorte bestehen bleiben und für ein aktives und interessantes Gemeindeleben sorgen. Die leitenden Priester der Ordensgemeinden Deutschorden, Liebfrauen und St. Ignatius werden als Kirchenrektoren und nicht als Pfarrer bezeichnet.
Jeweils samstags, sonntags und dienstags finden in der Allerheiligenkirche spanischsprachige Messen der spanischen Gemeinde statt.

## Architektur und Ausstattung
Zwischen Zoo und dem ehemaligen Brüderkrankenhaus erhebt sich die Allerheiligenkirche mit Campanile auf einem parabelförmigen Grundriss. Nach außen werden die Wände durch den Wechsel von gelben und weißen Kalksandsteinen geprägt, im Inneren bleiben die Wände schlicht weiß gefasst. Der Bau wird nach Westen und Osten durch Seitenräume mit Emporen gerahmt. Über dem Altar erhebt sich auf vier schlanken Stützen eine Lichtkuppel. Aus der Ausstattung sind besonders die Allerheiligen-Reliefs über den Hauptportalen von Hans Mettel hervorzuheben.

## Orgel
Die Orgel der Allerheiligenkirche wurde 1955 von der Orgelbaufirma Euler, Hofgeismar, erbaut. Das Instrument hat 26 Register (ca. 2000 Pfeifen) auf drei Manualen und Pedal. Das Instrument ist ein Kulturdenkmal nach dem Hessischen Denkmalschutzgesetz. Das „Nachkriegsinstrument“ ist reparaturbedürftig, wird in verschiedenen Abschnitten restauriert und gleichzeitig zu einem „zeitgenössischen Instrument“ erweitert. Geplant ist der Einbau eines schwellbaren Multiplex-Werkes, dessen Register in die einzelnen Werke gekoppelt werden können.
| I Brustschwellwerk C–g3 |      |
| Nachthorngedackt        | 8′   |
| Gemshorn                | 4′   |
| Waldflöte               | 2′   |
| Quintzimbel III         | 1⁄3′ |
| Holzregal               | 8′   |

| II Hauptwerk C–g3 |       |
| Quintade          | 16′   |
| Prinzipal         | 8′    |
| Rohrflöte         | 8′    |
| Oktave            | 4′    |
| Gedackt           | 4′    |
| Blockflöte        | 2′    |
| Mixtur IV-VI      | 1 ⁄3′ |
| Trompete          | 8′    |

| III Oberschwellwerk C–g3 |       |
| Holzgedackt              | 8′    |
| Spitzflöte               | 4′    |
| Prinzipal                | 2′    |
| Sifflöte                 | 1′    |
| Sesquialtera II          | 2 ⁄3′ |
| Scharff IV               | 1′    |
| Rankett                  | 16′   |
| Schalmey                 | 4′    |

| Pedalwerk C–f1 |       |
| Subbass        | 16’   |
| Prinzipalbass  | 8’    |
| Choralbass     | 4’    |
| Hintersatz IV  | 2 ⁄3′ |
| Posaune        | 16′   |

| Multiplexwerk |         |           |
| Holzprinzipal | 16′     | I, II, P  |
| Holzquinte    | 10 2⁄3′ | P         |
| Salicional    | 8′      | I, III, P |
| Salicional    | 6 2⁄5′  | P         |
| Salicional    | 4′      | P         |
| Schwebung     | 8′      | I, III    |

| (Fortsetzung) |        |            |
| Quinte        | 2 ⁄3′  | II, P      |
| Quinte        | 1 ⁄3′  | I, II      |
| Terz          | 1 3⁄5′ | I, II, III |
| Septime       | 1 ⁄7′  | I, II, III |
| None          | 8⁄9′   | I, II, III |
| Elfte         | 8⁄11′  | I, II, III |

| (Fortsetzung) |         |               |
| Fagott        | 16′     | II, P         |
| Quintfagott   | 10 2⁄3′ | P             |
| Oboe          | 8′      | I, II, III, P |
| Aeoline       | 8′      | I, III, P     |
| Aeoline       | 5 1⁄3′  | P             |
| Oboe          | 4′      | P             |
| Aeoline       | 4′      | P             |
| Aeoline       | 2′      | P             |

| (Fortsetzung) |  |               |
| Psalterium    |  | I, II, P      |
| Xylophon      |  | I, II, P      |
| Stimmgabeln   |  | I, II, III    |
| Klangharfe    |  | I, II, III, P |

- Koppeln:
  - Normalkoppeln: I/II, III/I, III/II, I/P, II/P, III/P
  - Suboktavkoppeln: III/II
- Spielhilfen: Koppelmixtur III (Hauptwerk/Pedal), Winddrosseln, Tremulanten für alle Werke, Hi-Hat, Windspiel, Rainmaker, elektronische Setzeranlage
- Anmerkungen:

I = Multiplexregister, spielbar auf dem I. Manual
II = Multiplexregister, spielbar auf dem II. Manual
III = Multiplexregister, spielbar auf dem III. Manual
P = Multiplexregister, spielbar auf dem Pedal